# Carlos Salinas de Gortari, Carmen
Carlos Salinas de Gortari är en ort i Mexiko.   Den ligger i kommunen Carmen och delstaten Campeche, i den sydöstra delen av landet, 700 km öster om huvudstaden Mexico City. Carlos Salinas de Gortari ligger 1 meter över havet och antalet invånare är 142.
Terrängen runt Carlos Salinas de Gortari är mycket platt. Runt Carlos Salinas de Gortari är det glesbefolkat, med 11 invånare per kvadratkilometer. Närmaste större samhälle är Colonia Emiliano Zapata, 6,4 km nordväst om Carlos Salinas de Gortari. I omgivningarna runt Carlos Salinas de Gortari växer i huvudsak städsegrön lövskog.